# Jean-Baptiste Rondeaux
Jean-Baptiste François André Rondeaux, né le 1er septembre 1775 à Rouen et mort le 13 novembre 1864 à Saint-Étienne-du-Rouvray, est un homme politique français.

## Biographie
Jean-Baptiste François André Rondeaux est le fils du maire Charles Rondeaux de Montbray et le neveu du baron Charles Bernard Chapais de Marivaux.
Négociant à Rouen. Conseiller général, député, membre de la chambre de commerce de Rouen de 1815 à 1848, consul de Prusse. Il est nommé officier de la Légion d'honneur en 1838. Il est le promoteur des travaux d'endiguement de la Basse Seine.
Il demeure no 32 rue de Fontenelle à Rouen.
Il a donné son nom à l'avenue Jean-Rondeaux à Rouen, sur la rive gauche de la Seine.
Il se marie le 25 mai 1807 à Rouen avec Aimée César Thieullen, sœur du baron Jean-Baptiste Thieullen. Il est le grand-père d'Arthur Join-Lambert et l'arrière-grand-oncle d'André Gide.

## Distinctions
- Officier de la Légion d'honneur (1838).